# Juan Pozuelo
Juan Pozuelo Talavera (Madrid, 11 de febrero de 1969) es un cocinero, formador y presentador de televisión español que se hizo famoso por conducir programas como Duelo de chefs y ¿Qué comemos hoy? en varias cadenas de televisión.

## Biografía
Pozuelo estudió en el Instituto Politécnico nº 1 del Ejército, en la Escuela Superior de Hostelería y Turismo y en la Escuela Oficial de Turismo. Ha trabajado como formador en varios centros y ha sido director del Director del IES Hotel-Escuela de la Comunidad de Madrid, manteniendo la actividad docente impartiendo clases en los ciclos de Cocina, Servicios de Restaurante y bar y Restauración y con la máxima responsabilidad en la gestión hotelera coordinando las áreas de alojamiento, actividad de salones y banquetes y las relaciones externas del centro.
Juan Pozuelo ha sido presentador de programas de cocina en Vía Digital (desde 1998 hasta la actualidad[actualizar]), ha participado en programas de cocina en Antena 3 (1999), Telemadrid (1999), Localia (2001), TMT (2002-2003), Televisión por cable en Latinoamérica.
También es conocido en televisión por conducir programas como Qué comemos hoy y Saborea Madrid en Telemadrid y La Otra de Telemadrid, Canal Cocina y televisión digital y en el programa Duelo de Chefs de la cadena Cuatro (verano 2006).
Desde octubre de 2013 es Miembro del Comité de Honor, (Comité Técnico Culinario) de la Selección Española de Cocina Profesional y de la Comisión Técnica del Bocuse d'Or Spain Team de la Selección.

## Publicaciones
- Repostería. Editorial Paraninfo, 1999. ISBN 978-84-283-2579-0.
- Técnicas culinarias. Editorial Paraninfo, 2000. ISBN 978-84-283-2578-3.
- Recetas de cocina. Canal Cocina, 2004.
- Curso de cocina práctica. Canal Cocina-Mía, 2005.[4]
- 199 Recetas de pasta y un salmorejo. Editorial La Esfera de los Libros, 2006. ISBN  978-84-9734-497-5.
- Recetas y viñetas. Lid Editorial, 2013 (Serie Coolinary Books). ISBN 978-84-8356-688-6